# Переможинцы
Перемо́жинцы (укр. Переможинці) — село в Корсунь-Шевченковском районе Черкасской области Украины.
Население по переписи 2001 года составляло 357 человек. Почтовый индекс — 19440. Телефонный код — 4735.

## История
В 1946 г. указом ПВС УССР село Туркинцы переименовано в Переможинцы

## Местный совет
19441, Черкасская обл., Корсунь-Шевченковский р-н, с. Дацки